# Joanna Agacka-Indecka
Joanna Agacka-Indecka (ur. 18 grudnia 1964 w Łodzi, zm. 10 kwietnia 2010 w Smoleńsku) – polska prawniczka, adwokat, w latach 2007–2010 prezes Naczelnej Rady Adwokackiej.

## Życiorys
Była absolwentką IV Liceum Ogólnokształcącego im. Emilii Sczanieckiej w Łodzi. W 1988 ukończyła prawo na Wydziale Prawa i Administracji Uniwersytetu Łódzkiego. Do 2001 pracowała na tej uczelni jako asystent w Katedrze Postępowania Karnego. Na początku lat 90. przebywała w Stanach Zjednoczonych, praktykując m.in. w biurze obrońców z urzędu w Chicago.
W 1996 po odbytej aplikacji uzyskała uprawnienia adwokata, rozpoczynając praktykę w tym zawodzie. W 2001 weszła w skład Okręgowej Rady Adwokackiej w Łodzi, gdzie zapoczątkowała prace Komisji Prawnej oraz cykl Ogólnopolskich Konferencji Komisji Prawnych okręgowych rad adwokackich. Od maja do grudnia 2004 była zastępcą dziekana tej rady. W tym samym roku została wiceprezesem Naczelnej Rady Adwokackiej, a 24 listopada 2007 na IX Krajowym Zjeździe Adwokatury wybrano ją na stanowisko prezesa NRA. W 2010 weszła w skład Komisji Kodyfikacyjnej Prawa Karnego działającej przy Ministerstwie Sprawiedliwości.
Zginęła 10 kwietnia 2010 w wyniku katastrofy polskiego samolotu Tu-154M w Smoleńsku w drodze na obchody 70. rocznicy zbrodni katyńskiej. 19 kwietnia została pochowana na Starym Cmentarzu w Łodzi. W nocy z 23 na 24 kwietnia 2018 jej ciało zostało ekshumowane pomimo sprzeciwu rodziny. W dniu ekshumacji jej bliscy i znajomi zorganizowali na cmentarzu spontaniczny protest. Naczelna Rada Adwokacka przyjęła uchwałę wyrażającą sprzeciw wobec tej ekshumacji. Joanna Agacka-Indecka została ponownie pochowana na tym samym cmentarzu 9 maja 2018.

## Życie prywatne
Była żoną prawnika Krzysztofa Indeckiego i matką Katarzyny.

## Odznaczenia, wyróżnienia i upamiętnienie
W 2009, za wybitne zasługi dla adwokatury polskiej, za osiągnięcia w pracy zawodowej i działalności społecznej, została odznaczona Krzyżem Kawalerskim Orderu Odrodzenia Polski. W 2007 otrzymała Wielką Odznakę „Adwokatura Zasłużonym”.
W 2010 pośmiertnie odznaczono ją Krzyżem Oficerskim Orderu Odrodzenia Polski. Również w 2010 została pośmiertnie uhonorowana przez Krajową Radę Sądownictwa Medalem „Zasłużony dla Wymiaru Sprawiedliwości – Bene Merentibus Iustitiae”, także wyróżniona Srebrnym Medalem Pamiątkowym Ministra Sprawiedliwości.
W 2011 jej imieniem nazwano plac przed Sądami Apelacyjnym i Okręgowym w Łodzi. W 2012 na budynku siedziby Naczelnej Rady Adwokackiej przy ulicy Świętojerskiej 16 w Warszawie odsłonięto tablicę pamiątkową poświęconą czterem ofiarom katastrofy smoleńskiej pochodzącym ze środowiska adwokackiego, w tym Joannie Agackiej-Indeckiej.